# European Astronaut Corps
El European Astronaut Corps és una organització de l'Agència Espacial Europea (ESA) que selecciona, entrena, i proporciona astronautes com a tripulants en missions espacials americanes i russes. Fins al maig de 2010, 21 astronautes de l'ESA han volat a l'espai, incloent una dona. Actualment hi ha 14 membres actius al Corps. L'European Astronaut Corps es troba a l'European Astronaut Centre a Colònia, Alemanya. Poden ser assignats a diferents projectes tant a Europa (a l'ESTEC, per exemple) o en altres parts del món, al NASA Johnson Space Center o la Ciutat de les Estrelles.